# 都江堰凤凰体育场
都江堰凤凰体育场是一座位于中华人民共和国四川省都江堰市的多功能体育场，曾作为四川隆发足球俱乐部的主场，可容纳12700人。场馆于2008年2月破土动工，原名“都江堰体育中心体育场”。2008年汶川大地震后，未完工的体育场一度成为当地的救灾指挥中心。最终，体育场于2010年5月15日正式启用，并定名为“凤凰体育场”，以纪念汶川大地震。